# 効用関数
効用関数（こうようかんすう、英: utility function）とは、選択肢に対する選好を表す実数値関数のことである。形式的には、所与の選択集合{\displaystyle S}および{\displaystyle S}上の選好関係{\displaystyle \succsim }に対して、{\displaystyle a\succsim b\iff u(a)\geq u(b)}を満たす関数{\displaystyle u:S\rightarrow {\textbf {R}}}を、{\displaystyle \succsim }を表現する効用関数と言う。